# Roure
Roure (piemontesisch Rore, 1937 italianisiert in Roreto, 1939 in Roreto Chisone, seit 1975 erneut französisch Roure) ist eine Gemeinde in der italienischen Metropolitanstadt Turin (TO), Region Piemont.

## Lage und Einwohner
Roure liegt knapp 75 Straßenkilometer westlich von Turin im Val Chisone. Das Gemeindegebiet umfasst eine Fläche von 59 km² und hat 756 Einwohner (Stand 31. Dezember 2023), die Einwohnerdichte beträgt zirka 16 Einwohner/km². Roure besteht aus den vier Fraktionen (Frazioni) Castel del Bosco, Roreto, Balma und Villaretto.
Die Nachbargemeinden sind Bussoleno, San Giorio di Susa, Mattie, Coazze, Fenestrelle, Perosa Argentina, Massello und Perrero.

## Geschichte

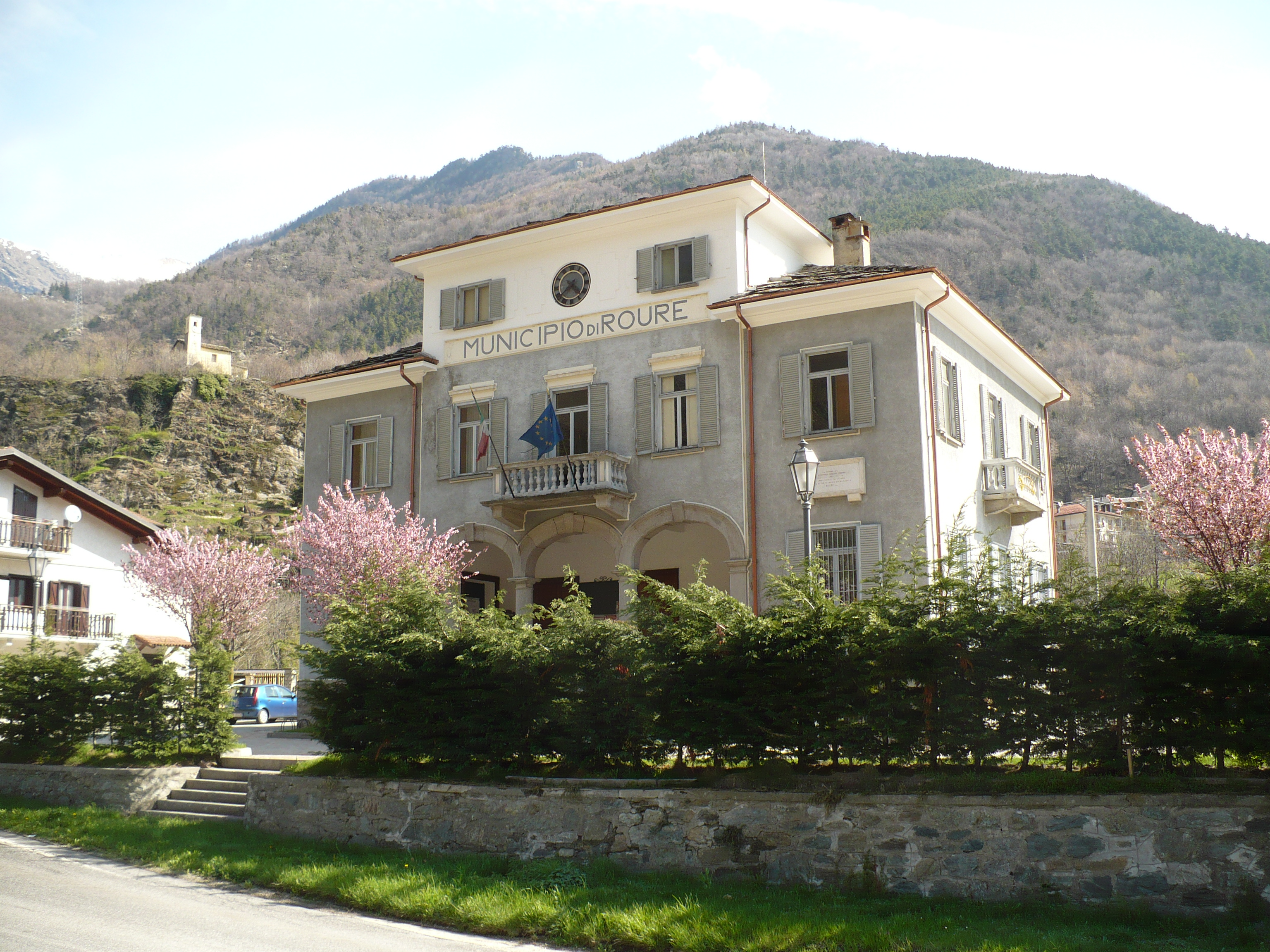
Gemeindeverwaltung

Aus dem Ort Balma, damals La Balme, kamen im Jahre 1698 die Waldenser-Flüchtlinge nach Deutschland. Sie gründeten die Waldenserorte Walldorf (Mörfelden-Walldorf) und Palmbach (Karlsruhe). Außerdem wurden sie im bestehenden Untermutschelbach angesiedelt.
Während der faschistischen Zeit wurde der Name der Gemeinde, den das Regime als französisch und nicht italienisch genug ansah, 1937 zunächst in Roreto und 1939 in Roreto Chisone geändert, was zum Verlust der ursprünglichen Etymologie führte, aber die Eiche im Gemeindewappen blieb erhalten. Dieser Name blieb bis 1975 unverändert, als die Einwohner in einer Volksabstimmung dem Vorschlag der Gemeindeverwaltung zur Wiederherstellung des vorherigen Namens zustimmten.